# Coup de gueule (album)
Pour les articles homonymes, voir Coup de gueule.
Albums de Tiken Jah Fakoly
Françafrique
(2002) L'Africain
(2007)
Coup de gueule est le 7e album de Tiken Jah Fakoly paru en 2004. Les prises de son ont été effectuées à Kingston (Jamaïque) et à Ouagadougou (Burkina Faso). Une partie du mixage final a été réalisée au Studio de la Seine à Paris.

## Invités
- Didier Awadi du groupe Positive black soul : chant
- Saramba Kouyaté : chant
- Barthélémy Attiso : guitare
- Mouss & Hakim du groupe Zebda : chant

## Titres
| No  | Titre                                            | Durée |
| --- | ------------------------------------------------ | ----- |
| 1.  | Plus rien ne m'étonne                            | 4:10  |
| 2.  | Quitte le pouvoir (feat. Didier Awadi)           | 4:24  |
| 3.  | Alou maye (feat. Saramba Kouyaté)                | 5:23  |
| 4.  | Tonton d'America                                 | 4:04  |
| 5.  | Démé (feat. Barthélémy Attiso)                   | 4:11  |
| 6.  | Ça va faire mal                                  | 3:53  |
| 7.  | Kuma                                             | 3:11  |
| 8.  | Où veux-tu que j'aille (feat. Mouss & Hakim)     | 3:18  |
| 9.  | L'Afrique doit du fric (feat. Barthélémy Attiso) | 4:41  |
| 10. | Sauver                                           | 4:22  |
| 11. | Imadjigui                                        | 4:31  |
| 12. | Allah                                            | 4:03  |

## Musiciens

### Backing Band
- Sly Dunbar : batterie
- Robbie Shakespeare : basse
- Michael "Mao" Chung : guitare
- Robbie Lyn : piano, Hammond B3, clavinet
- Tyrone Downie : claviers, synthétiseurs, chœurs
- Sticky : percussions

### Chœurs
- Astride Yelo
- Sophie Sobe
- Micheline Bohmi
- Aboudramane
- Coulibaly
- Mountaga Tall

### Musiciens additionnels
- Michel Pineiro : trombone, chœurs
- Manu Yodan : saxophone
- Ansoumane "Petit Conde" Camara : guitare mandingue
- Abdoulaye Koné : n'goni
- Modibo Diabaté : balafon
- Mamadou Sanou : djembé